# Duinfakkelgras
Duinfakkelgras (Koeleria albescens) is een vaste plant uit de grassenfamilie. De soort komt langs de kust voor van Zuid-Frankrijk tot Scandinavië en is inheems in Nederland en België. Het aantal chromosomen is 2n = 14.
De plant wordt 10-45 cm hoog en heeft een vrij dunne, 5 cm lange wortelstok. De stengel is ter hoogte van de bovenste bladschede 0,6-0,8 mm dik. De grijsgroene, meestal ingerolde, 1-2 mm brede bladeren zijn zeer dicht behaard met korte haartjes en hebben vooral aan de bladvoet lange haren. De bladschede van de onderste bladeren is dicht bezet met teruggeslagen haren, terwijl die van de middelste bladeren gewimperd is. De bladschede van de bovenste bladeren is kaal. Het tongetje is ongeveer 0,5 mm lang.
Duinfakkelgras bloeit in juni en juli met een 4-7 cm lange, dichte of vrij losse pluim met ongeveer 2 cm lange zijtakken. De steel van de bloeiwijze is in het bovenste deel dicht behaard. Lager is deze ten minste op de knopen behaard. De lancetvormige aartjes zijn 4-7 mm lang. Het onderste, vliezige zeer spitse kroonkafje heeft een vrij lange stekelpunt. De smalle, scherp toegespitste, vliezige kelkkafjes zijn  aan de randen fijngezaagd en aan de rugzijde zeer ruw. Het bovenste kelkkafje van de langste aartjes is meestal niet langer dan 5,5 mm. De helmhokjes zijn crèmekleurige.
De vrucht is een  2,5 - 3 mm lange graanvrucht.

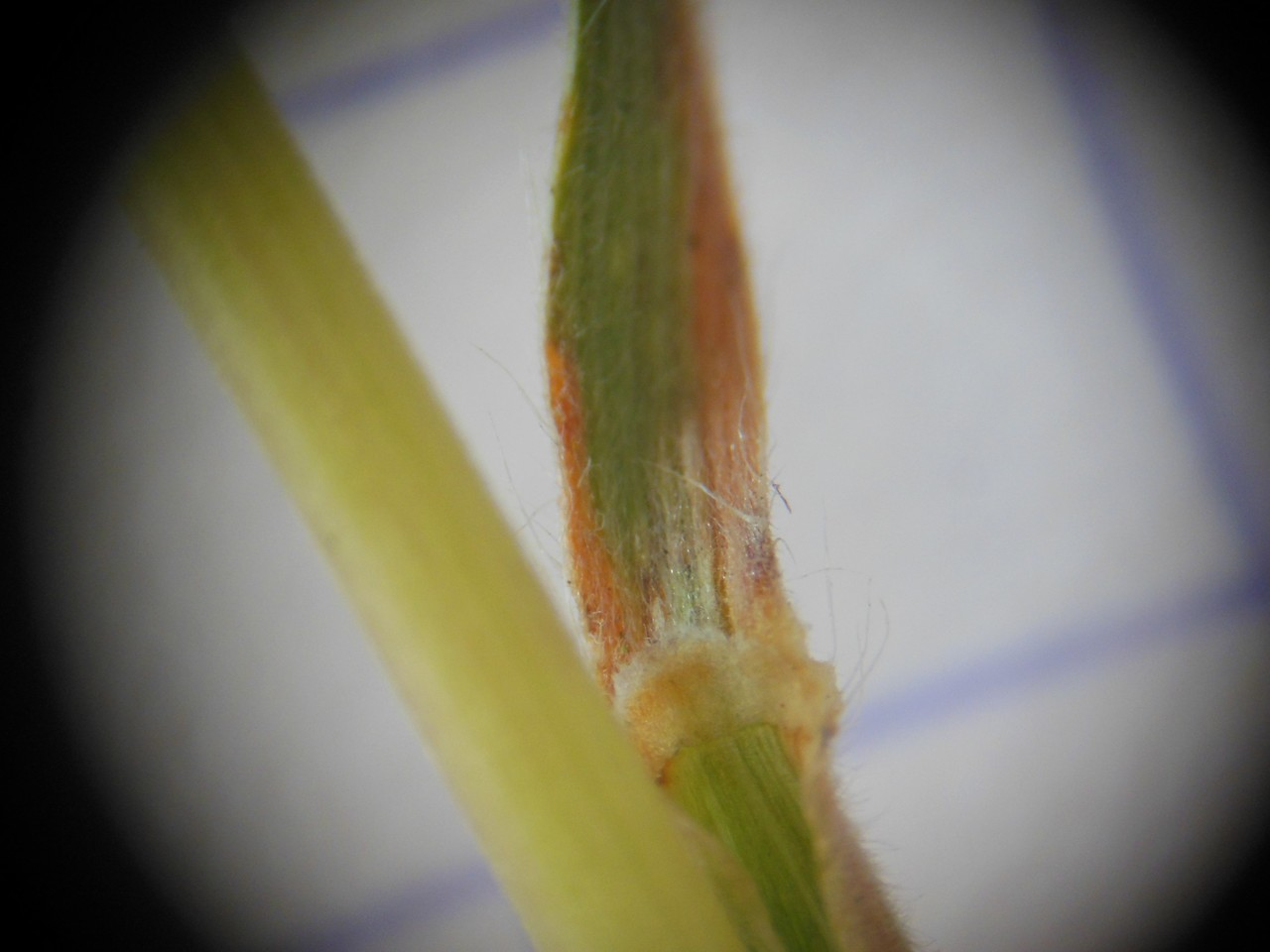
Tongetje
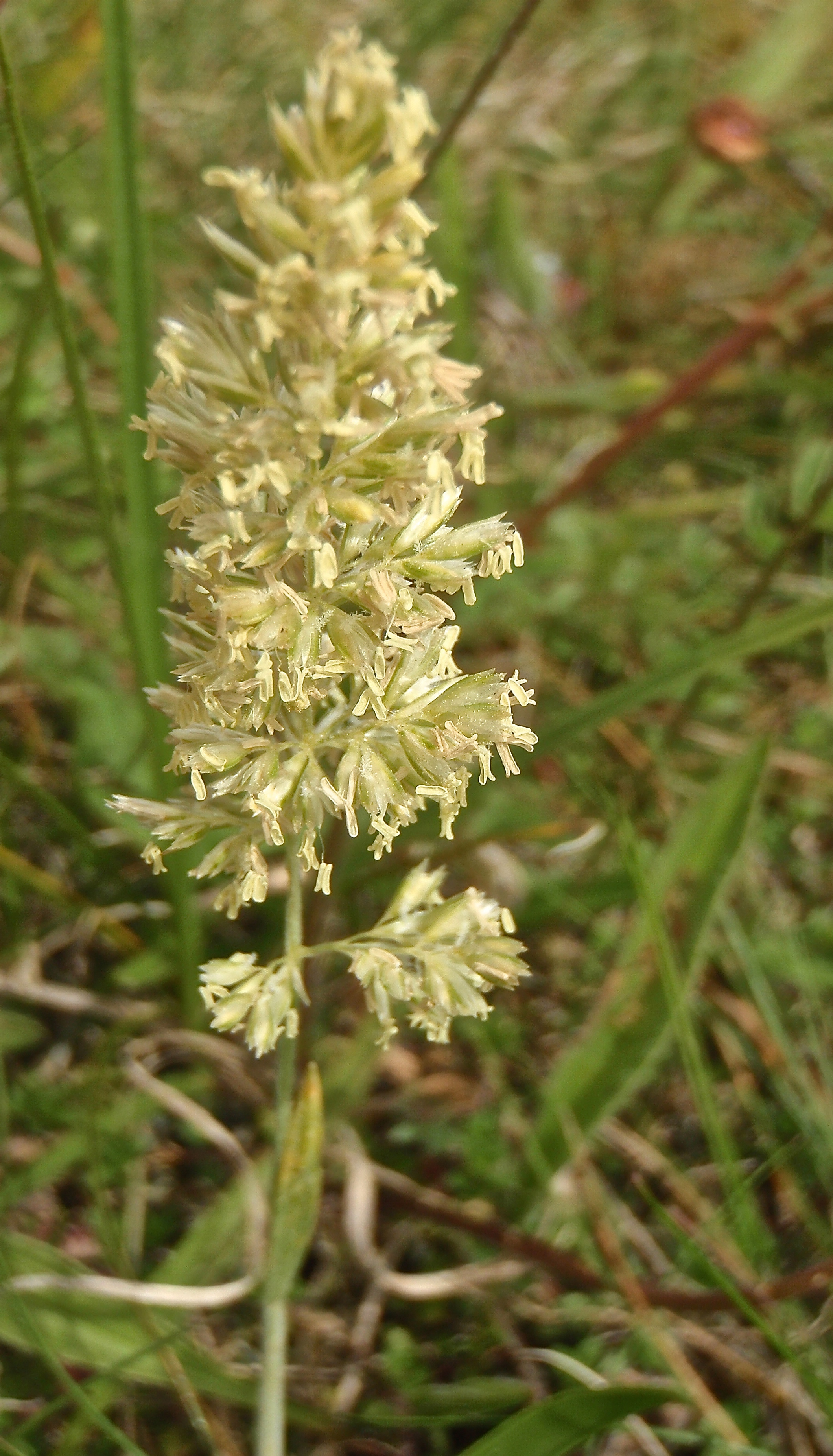
Bloeiwijze
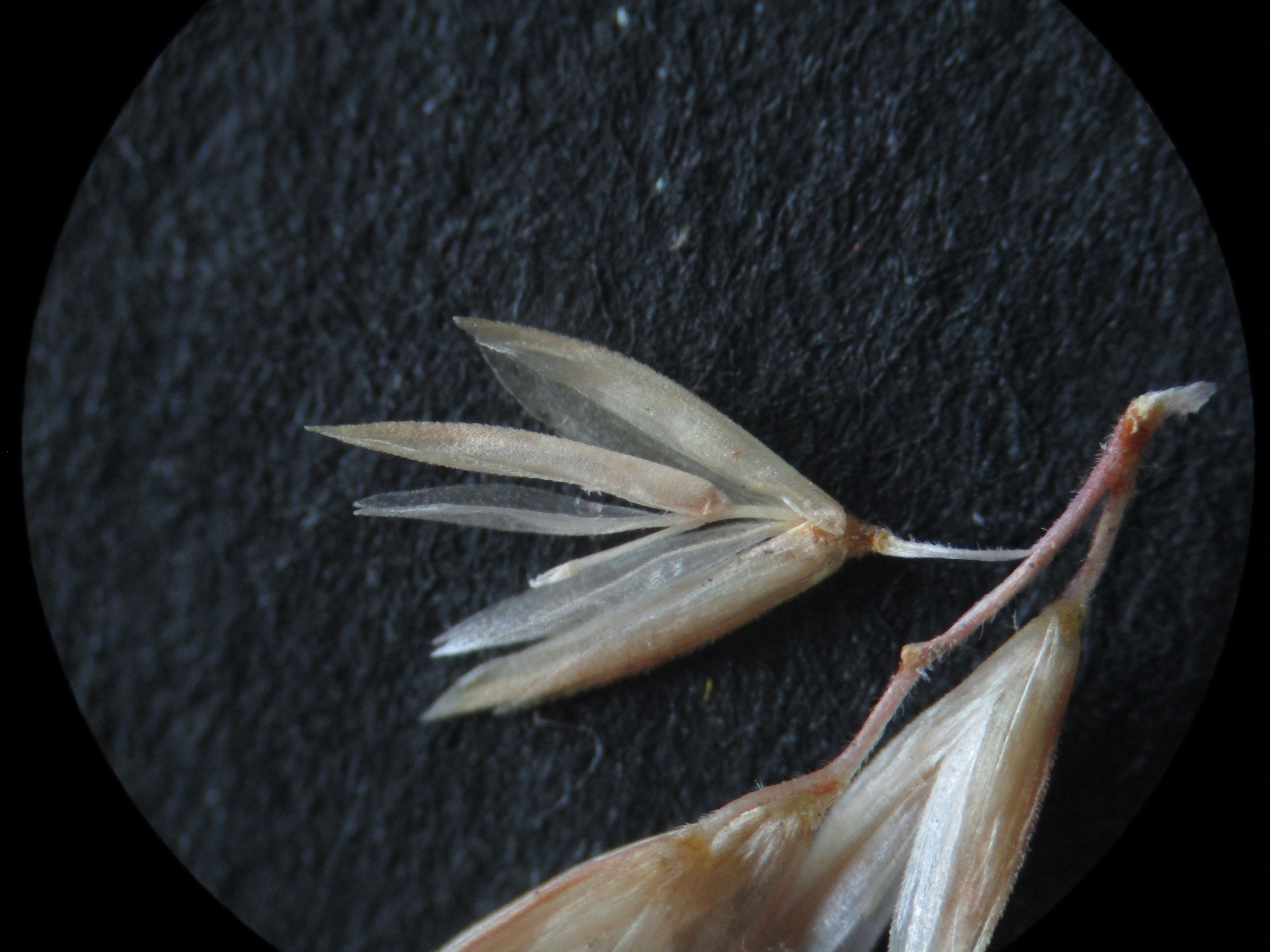
Aartje

In de 24ste editie van Heukels' Flora van Nederland is smal fakkelgras gesplitst in twee soorten. Duinfakkelgras groeit in de duinen en op plekken in West-Nederland waar kalkrijk zand is aangevoerd. Deze soort heeft een ingerolde bladschijf en de stengel is sterk behaard. Duinfakkelgras komt langs de kust voor van Zuid-Frankrijk tot Scandinavië.
In het rivierengebied komt smal fakkelgras voor. Deze soort onderscheidt zich van duinfakkelgras door de zeer spaarzame beharing van de stengel en vlakke bladschijf. Deze soort komt in heel Midden-Europa voor.